# وب‌اسمبلی
‌‌‌‌‌
وب‌اسمبلی (انگلیسی: WebAssembly) یا وَسم (انگلیسی: Wasm، اغلب به طور مخفف) استانداردی باز است که یک فرمت کدی باینری و قابل حمل برای برنامه‌های اجرایی، و زبان اسمبلی متناظری را نیز، به همراه همچنین واسطه‌هایی برای تسهیل تعاملات میان چنین برنامه‌هایی و محیط میزبانشان تعریف می‌کند. هدف اصلی وب‌اسمبلی میسر کردن اپلیکیشن‌های با کارایی-بالا در صفحهات وب است، اما فرمت طوری طراحی شده که بتواند در محیط‌های دیگر، هم اجرا و تعبیه گردد.
در حال حاضر وب اسمبلی می تواند کامپایل و تولید باینری از زبان‌های برنامه‌نویسی راست، سی/سی++، تایپ‌اسکریپت، گو و سی شارپ به صفحات وب را انجام دهد، هرچند قرار است سایر زبان‌ها(مانند دی، پاسکال و سوئیفت) هم حمایت شوند.
وب اسمبلی قرار نیست جایگزین جاوا اسکریپت شود؛ بلکه قرار است مکمل آن باشد.